# Chenxu
Chenxu (kinesiska: 陈圩, 陈圩乡) är en socken i Kina. Den ligger i provinsen Jiangsu, i den östra delen av landet, omkring 140 kilometer norr om provinshuvudstaden Nanjing. Antalet invånare är 29436. Befolkningen består av 14 516 kvinnor och 14 920 män. Barn under 15 år utgör 19,0 %, vuxna 15-64 år 68 %, och äldre över 65 år 11,0 %.
Genomsnittlig årsnederbörd är 1 206 millimeter. Den regnigaste månaden är juli, med i genomsnitt 229 mm nederbörd, och den torraste är januari, med 25 mm nederbörd.